# Bromheadia
Bromheadia – rodzaj roślin z rodziny storczykowatych (Orchidaceae). Obejmuje 30 gatunków występujących w Azji Południowo-Wschodniej w takich krajach i regionach jak: Sri Lanka, Mjanma, Tajlandia, Kambodża, Laos, Malezja Zachodnia, Wietnam, Sumatra, Borneo, Jawa, Moluki, Filipiny, poza tym na Nowej Gwinei i w Queenslandzie.

## Systematyka
Rodzaj sklasyfikowany do podplemienia Adrorhizinae w plemieniu Vandeae, podrodzina epidendronowe (Epidendroideae), rodzina storczykowate (Orchidaceae), rząd szparagowce (Asparagales) w obrębie roślin jednoliściennych.
Wykaz gatunków
- Bromheadia alticola Ridl.
- Bromheadia annamensis Aver. & Averyanova
- Bromheadia aporoides Rchb.f.
- Bromheadia benchaii J.J.Wood & A.L.Lamb
- Bromheadia borneensis J.J.Sm.
- Bromheadia brevifolia Ridl.
- Bromheadia cecieliae Kruiz.
- Bromheadia coomansii J.J.Sm. ex Kruiz. & de Vogel
- Bromheadia crassiflora J.J.Sm.
- Bromheadia devogelii Kruiz.
- Bromheadia divaricata Ames & C.Schweinf.
- Bromheadia ensifolia J.J.Sm.
- Bromheadia falcifolia Schltr.
- Bromheadia finlaysoniana (Lindl.) Miq.
- Bromheadia gracilis Kruiz. & de Vogel
- Bromheadia graminea Kruiz. & de Vogel
- Bromheadia grandiflora Kruiz. & de Vogel
- Bromheadia humilis Kruiz. & de Vogel
- Bromheadia latifolia Kruiz. & de Vogel
- Bromheadia lohaniensis Kruiz. & de Vogel
- Bromheadia longifolia Kruiz. & de Vogel
- Bromheadia obyrneorum P.T.Ong
- Bromheadia pendek de Vogel
- Bromheadia pungens Ridl.
- Bromheadia robusta Kruiz. & de Vogel
- Bromheadia rupestris Ridl.
- Bromheadia scirpoidea Ridl.
- Bromheadia srilankensis Kruiz. & de Vogel
- Bromheadia tenuis J.J.Sm.
- Bromheadia truncata Seidenf.